# Tony Lundman
Tony Christian Maria Lundman, född 3 januari 1969, är en svensk skribent, författare och musikkritiker. Lundman var åren 1998–2005 knuten till Svenska Dagbladet som musikredaktör och kritiker. Han är sedan 2005 redaktör vid Konserthuset Stockholm. Lundman debuterade som författare 2012 med en biografi om tonsättaren Anders Eliasson och har senare även givit ut skönlitteratur. Han är aktiv i Kungliga Musikaliska Akademiens Publikationsnämnd, där han varit redaktör för ett antal böcker. Lundman medverkar regelbundet i radioprogrammet Musikrevyn, tidigare CD-revyn, i P2, vilket han gjort sedan programmet startade 2006. 

### Som författare
- Svenska tonsättare: Anders Eliasson[3] (2012). Biografi om tonsättaren Anders Eliasson. Bokförlaget Atlantis i Kungliga Musikaliska Akademiens skriftserie, LIBRIS-ID, ISBN 9789173535427
- 8 – en roman om den odödliga[5] (2019). Spänningsroman som tar avstamp i mysteriet kring Symfoni nr 8 av Jean Sibelius. Lundmanuskript, LIBRIS-ID, ISBN 9789151922409
- Kadonnut kahdeksas[6] (2020). Finsk utgåva av 8 – en roman om den odödliga. Översättare: Sakari Ylivuori. Aviador Kustannus, LIBRIS-ID, ISBN 9789527347461
- Tiden enligt Bologna[7] (2021). Roman om ung kärlek i skuggan av attentatet i Bologna 1980. Lundmanuskript, LIBRIS-ID, ISBN 9789151961668
- Anders Eliasson (2022). Utökad och reviderad utgåva av biografin om Anders Eliasson från 2012. Lundmanuskript, LIBRIS-ID, ISBN 9789152737187
- Vargtoner och konsten att tysta en musiker (2024). Roman om relationen mellan en musiker och en mystisk cello, tillverkad av Johan Öberg i Stockholm 1769. LIBRIS-ID, ISBN 9789152741450

### Som redaktör (urval)
- Svenska tonsättare: Moses Pergament (2016). Biografi av Carl-Gunnar Åhlén om tonsättaren Moses Pergament. Gidlunds förlag i Kungliga Musikaliska Akademiens skriftserie, LIBRIS-ID, ISBN 9789178449422
- Svenska tonsättare: Daniel Börtz (2017). Biografi av Sara Norling om tonsättaren Daniel Börtz. Gidlunds förlag i Kungliga Musikaliska Akademiens skriftserie, LIBRIS-ID, ISBN 9789178449651
- Svenska tonsättare: Amanda Maier-Röntgen (2024). Biografi av Klas Gagge om tonsättaren Amanda Maier-Röntgen. Gidlunds förlag i Kungliga Musikaliska Akademiens skriftserie, LIBRIS-ID, ISBN 9789178445356